# Марко Перкович
Марко Перкович (на хърватски: Marko Perković) е хърватски музикант и основател на хърватската хардрок група Томпсън. През юни 2008 година Марко Перкович е определен за третия най-влиятелен човек в хърватския шоубизнес според списание Глобус.

## Биография
Марко Перкович е роден през 1967 г. в Чавоглаве, по това време в Югославия, в семейството на Анте и Мария Перкович. По време на своето детство той рядко вижда своя баща, който е гастарбайтер в Германия и обикновено се прибира само за Коледа и Великден. Младият Марко завършва средното си образование в Сплит.
През 1991 г. Хърватия обявява своята независимост от Югославия и скоро след това избухва войната за независимост. Перкович се присъединява към Хърватската национална гвардия, където му дават американски автомат Томпсън, а оттам идва и неговият прякор, измислен от бойните му другари. По това време му се налага да отбранява родното си селище Чавоглаве и тогава той се вдъхновява да напише една от най-популярните песни по време на войната – Bojna Čavoglave („Батальонът 'Чавоглаве'“), откъдето започва и неговата музикална кариера. 
През 1992 г. Перкович провежда многобройни благотворителни концерти в цяла Хърватия и издава първия си албум. След това той продължава да пише песни, които повдигат националния дух по време на войната. През 1995 г. се завръща в редиците на армията – 142-ра Дърнишка бригада. Той е един от първите войници, които влизат в градовете Дърниш и Книн при Освобождението им в рамките на Операция „Буря“. За родолюбивите си песни, възпяващи славните моменти от Хърватската история и повдигащи бойния дух на войските й е набеждаван от Великосръбските шовинисти, комунистическите и другите леви кръгове за "неонацизъм".